# Changestwobowie
Changestwobowie is een compilatiealbum van de Britse muzikant David Bowie, uitgebracht in 1981. Het album was de opvolger van Bowie's vorige compilatiealbum Changesonebowie, maar wist het succes van dit album niet te evenaren.
Naast een aantal nummers die na Changesonebowie, uitgebracht in 1976, op single verschenen, staan er ook enkele nummers op het album van voorgaande albums die niet op de eerste compilatie verschenen.
Ter promotie van het album werd het nummer "Wild Is the Wind" uitgebracht op single, wat de 24e plaats bereikte in Engeland.

## Tracklist
- Alle nummers geschreven door Bowie, tenzij anders aangegeven. Van de nummers "Ashes to Ashes", "Fashion" en "DJ" werd de singleversie gebruikt in plaats van de originele albumversie.

1. "Aladdin Sane (1913-1938-197?)" (van Aladdin Sane, 1973) – 5:08
2. "Oh! You Pretty Things" (van Hunky Dory, 1971) – 3:13
3. "Starman" (van The Rise and Fall of Ziggy Stardust and the Spiders from Mars, 1972) – 4:13
4. "1984" (van Diamond Dogs, 1974) – 3:25
5. "Ashes to Ashes" (van Scary Monsters (and Super Creeps), 1980) – 3:39
6. "Sound and Vision" (van Low, 1977) – 3:03
7. "Fashion" (van Scary Monsters (and Super Creeps)) – 3:24
8. "Wild Is the Wind" (Ned Washington/Dmitri Tjomkin) (van Station to Station, 1976) – 5:59
9. "John, I'm Only Dancing (Again)" (non-album single, 1979) – 5:10
10. "DJ" (van Lodger, 1979) – 3:23